# Sivi medvjed
Sivi medvjed ili grizli (lat. Ursus arctos horribilis) zvijer je iz porodice medvjeda, podvrsta mrkog medvjeda (Ursus arctos), vrlo velika i teška životinja.

## Etimologija
Naziv "grizli" dobio je prema engleskoj riječi "grizzled", što znači prosjed, a odnosi se na njegove sivkaste dlake na krznu. Međutim, američki prirodoslovac George Ord pogrešno je razumio tu riječ kao "grisly" (grozan), pa je u latinski naziv uvrstio riječ horribilis.

## Rasprostranjenost i stanište
Sivi medvjed živi na području Sjeverne Amerike i Euroazije. Većina njih živi u sjeverozapadnom dijelu Sjeverne Amerike. Njegova su staništa uglavnom planinska područja, jer je velik dio ostalih staništa prepun ljudske aktivnosti. Iako su njegova staništa prepuna drveća, odrasli grizli nije sposoban penjati se na njih.

## Izgled
Većina ženki sivog medvjeda ima 130-200 kilograma, dok je prosječna masa mužjaka 180-360 kilograma. Ipak, jednom je mužjaku izmjerena masa od čak 680 kilograma. Na jugu Sjeverne Amerike ovi su medvjedi znatno lakši. Prosječna je duljina tijela 198 centimetara, s rasponom ramena od 102 centimetra. Novorođeni mladunci teški su manje od pola kilograma.
Iako mu boja zna biti zlaćana ili skoro crna, krzno sivog medvjeda tipično je smeđe boje s bijelim ili sivkastim vrhovima. Tijelo mu je snažno, udovi su dugi i mišićavi. Rep mu je samo maleni patrljak, dok je glava velika i okrugla. Kandže su smeđe i služe za iskopavanje hrane, a svaka od njih duga je oko 9 centimetara.

## Ponašanje
Sivi je medvjed samotna životinja, aktivan je i danju i noću. Dok su visoke temperature, uglavnom spava, a najaktivniji je dok su temperature malo niže i u sumrak. Iako je ogromnih dimenzija, sivi medvjed može doseći brzinu i do 60 km/h na kratkim udaljenostima.Iako ovaj medvjed pripada redu zvijeri, te ima isti sustav kao i svi pripadnici tog reda, on je svežder. Plijen su mu veliki sisavci ako su dostupni, kao što su los, wapiti, ovca, američki bizon, sob, pa čak i američki crni medvjed. Hrani se i ribama, kao što su losos, pastrva i grgeč. Također, zna jesti i strvine.Također, ima dobro razvijeno osjetilo mirisa, bolje nego lovački pas, te može otkriti hranu na vrlo velikim udaljenostima. Obično hoda na sve četiri noge, a kada želi nešto bolje vidjeti, stoji na stražnjim udovima. Miroljubiv je, pokušava izbjegavati sukobe, ali je vrlo temperamentan, te se naljuti lako i brzo.
Tijekom zime hibernira, a za to se priprema u kasno ljeto ili jesen nakupljajući masno tkivo. Tijekom priprema za zimski san dobije oko 1,5 kilograma po danu. Hibernacija mu više služi kao prilagodba na nedostatak hrane nego na hladnoću, te traje 5-8 mjeseci.

## Prehrana
Iako ovaj medvjed pripada redu zvijeri, te ima isti sustav kao i svi pripadnici tog reda, on je svežder. Plijen su mu veliki sisavci ako su dostupni, kao što su los, wapiti, ovca, američki bizon, sob, pa čak i američki crni medvjed. Hrani se i ribama, kao što su losos, pastrva i grgeč. Također, zna jesti i strvine.
Iako prehrana sivog medvjeda dosta ovisi o područnim i klimatskim promjenama, biljke čine oko 80-90% njegove prehrane. Velik dio čine različite bobice, koje uključuju borovnicu, kupinu, brusnicu i druge. Kukci, kao što su bubamare, mravi i pčele lako su dostupne i sivi ih medvjed dosta pojede. Kada hrane ima u izobilju, hrani se u skupinama.

## Razmnožavanje
Sivi medvjed jedna je od životinja s najmanjim reproduktivnim stopama od svih kopnenih životinja u Sjevernoj Americi. Tome dosta pridonose različiti ekološki čimbenici. Spolnu zrelost postiže s najmanje pet godina starosti. Sezona parenja je u lipnju i srpnju. No, jajašce se dugo vremena zadržava u maternici prije nego što se ugnijezdi u njezinu sluznicu. Gestacija traje 180-270 dana. Medvjedica svake druge godine okoti između jednog ili četiri medvjeda, ali najčešće dva. Mladunci dolaze na svijet u siječnju ili veljači, dok majka hibernira u jazbini. Dugi oko 30 centimetara, a teški su manje od pola kilograma. U prvom mjesecu nakon rođenja slijepi su i gluhi. Dvije do tri godine o njima brigu vodi majka, pa započinju samostalan život.

## Sivi medvjed i čovjek
Indijanci su u prošlosti često lovili sivog medvjeda. Njegovo krzno koristili su za odjeću i deke, dok su kandže i zubi služili kao ukras. U primitivnim religijama štovan je kao totem.
Sivi medvjed rijetko napada ljude; ne vidi ih kao plijen, te uglavnom izbjegava kontakte s čovjekom. Ovaj medvjed čovjeka napada najčešće ako ga nađe u blizini svog legla ili hrane. Zbog velike snage, jedan ugriz sivog medvjeda može kod ljudi uzrokovati ozbiljne ozljede ili čak smrt.

## Vanjske poveznice
- Are grizzly bears dangerous?  Arhivirana inačica izvorne stranice od 16. kolovoza 2009. (Wayback Machine)
- www.canadianrockies.net
- Yellowstone  Arhivirana inačica izvorne stranice od 5. lipnja 2012. (Wayback Machine)
- Autohtoni američki medvjedi